# Alto Feliz
Alto Feliz egy község (município) Brazília Rio Grande do Sul államában. Népességét 2021-ben 3043 főre becsülték.

## Története
1846 körül mintegy 50 német bevándorló család egy Batatenberg (Morro das Batatas) nevű telepet alapított a mai Alto Feliz község területén. A telepeseknek számos nehézséggel kellett megküzdeniük az erdős, elszigetelt területen, azonban a termékeny talaj és a mezőgazdaság számára ideális éghajlati viszonyok kedveztek a település fejlődésének. 1875-ben olaszok is érkeztek, és ők is hozzájárultak Batatenberg növekedésének előmozdításához. 1900-ban út épült Porto Alegre és az állam északi vidéke között, Batatenberg lakosai pedig az út mellett alapították újra településüket.
A hely a 20. század folyamán is igen elmaradott volt, rossz utakkal, szervezetlen oktatással és egészségüggyel, így a lakosok a 20. század végén időszerűnek látták a politikai emancipációt. 1992-ben függetlenedett Feliztől és 1993-ban Alto Feliz néven községgé alakult.

## Leírása
Székhelye Alto Feliz, további kerületei nincsenek. Porto Alegretől 75 kilométerre északra helyezkedik el. A község átlagos tengerszint feletti magassága 500 méter, területének 25%-a sík, 15%-a dombos és 60%-a hegyes. Éghajlata szubtrópusi, de télen akár fagyhat és havazhat is a magasabb részeken. Az évi csapadékmennyiség 1450 mm. A terület 60%-át erdő borítja.
A gazdaságban mindhárom szektor közel egyenlő arányban van jelen. A mezőgazdasági birtokokon családi gazdaságok működnek, jellemző a szárnyastenyésztés (pulyka, csirke) és a gyümölcstermesztés (szőlő, füge, datolyaszilva, barack). Két ipari park van a községben.